# Kéké Geladzé
Ékateriné Giorgis asuli Geladzé  (en géorgien : ეკატერინე გიორგის ასული ჯუღაშვილი), née à Gambaréouli en 1858 et morte à Tiflis le 4 juin 1937, est la mère de Joseph Staline.

## Biographie
Si l'on a beaucoup plus d'éléments sur la mère de Staline que sur son père, les archives restent cependant assez rares. Ékateriné est née dans le village géorgien de Gambaréouli dans une famille orthodoxe et serve en 1858 à une date inconnue. Bien que son père soit mort jeune et que la famille vive dans une grande pauvreté, la tradition soviétique voudrait que la mère d'Ékateriné, dont le diminutif est Kéké (კეკე) se soit assurée que sa fille apprenne à lire et à écrire le géorgien — tradition à prendre évidemment avec précaution. Le 17 mai 1872, à l'âge de 14 ans, elle épouse l'énigmatique Vissarion Djougachvili, né vers 1850, cordonnier de son état à Didi Lilo. Trois enfants naissent de cette union : les deux premiers meurent en bas âge : Mikhail (14 février 1875—avril 1875), Georgi (24 décembre 1876—19 juin 1877). Seul le troisième et dernier, Joseph survit : il naît le 6 décembre 1878 à Gori. Le petit garçon a le deuxième et le troisième orteils palmés, mais il est en bonne santé ; Ékateriné a beaucoup prié Dieu pour que ce fils ne meure pas avant sa première année.
La famille vit dans la pauvreté, dans une maisonnette de Gori. Ékateriné déclare par la suite : « La pluie coulait par le toit de notre petite maison sombre et il faisait humide. On mangeait mal ». Le climat familial est violent : Vissarion, souvent ivre, bat sa femme ainsi que Joseph et, en 1883, il quitte le foyer, obligeant Kéké à trouver du travail. Elle occupe un poste de bonne à tout faire chez de riches employeurs de Gori pour lesquels elle fait le ménage, des travaux de couture et cuit le pain. Il est également fait mention de prostitution[Par qui ?][réf. nécessaire]. Elle est recueillie au presbytère, chez le prêtre orthodoxe Tcharkviani aux côtés duquel elle s'installe et qui la conseille sur l'avenir de Joseph. En 1888, Ékateriné encouragea son fils à entrer dans les ordres et finance ses études avec son maigre revenu. Durant l'été 1889, Ékateriné est passée près de la catastrophe, son fils a failli être écrasé par une lourde charrette. Il n'a que le bras gauche de cassé, mais cette séquelle le suivra toute sa vie.

### Après la révolution
Bien des années plus tard, son fils, devenu secrétaire général du Parti Communiste de l'Union soviétique, l'installe dans un palais caucasien d'où ils s'échangent des lettres en géorgien qui nous sont parvenues (avril 1922-mai 1937). La relation qu'avait Staline avec sa mère reste mystérieuse au cours des années 1930. Apparemment, il ne lui aurait pas rendu visite avant d'apprendre qu'elle était gravement malade au printemps 1935. Cette visite aurait occasionné cet échange :

« - Ékateriné : Qu'est-ce que tu fais maintenant, Joseph ?
- Staline : Te souviens-tu du tsar ?
- Ékateriné : Oui.
- Staline : Eh bien, je suis comme le tsar.
- Ékateriné : Tu aurais mieux fait d'être prêtre... »

Peu de temps avant sa mort, lorsqu'on l'interrogea sur son mari Vissarion, elle répondit qu'il était mort en 1890 lors d'une « rixe de soûlards », comme le raconte Irémachvili, ami d'enfance et biographe de Staline, et le confirme Svetlana Allilouieva la petite-fille de celui-ci. 
Ékateriné meurt âgée de 79 ans, peu de temps après, le 4 juin 1937 à Tiflis. Staline ne se rend pas à son enterrement et il fait envoyer une couronne sur laquelle était inscrit : « À sa chère mère et aimée de son fils Joseph Djougachvili (Staline) ». Elle repose au Panthéon de Mtatsminda.